# Тихая (река, впадает в Кроноцкий залив)
Тихая — река на полуострове Камчатка в России.
Длина реки — около 24 км. Протекает по территории Елизовского района Камчатского края. Впадает в Тихий океан.
Ительменское название реки Кемшчь, в переводе — «обрывистая».

## Данные водного реестра
По данным государственного водного реестра России относится к Анадыро-Колымскому бассейновому округу.
Код объекта в государственном водном реестре — 19070000212120000020557.